# 조현표
조현표는 대한민국 울산광역시에서 활동하는 조류 관찰가이다.  다양한 조류의 생태를 관찰하고 기록하며 지역 생물다양성 보전에 기여하고 있으며, 현재 울산 지역의 새 통신원으로 활동 중이다.

## 활동
조현표는 아들 조우진과 함께 울산 지역을 중심으로 조류 관찰 및 기록 활동을 수행하고 있다.  그의 기록은 네이처링(Naturing) 플랫폼과 개인 블로그를 통해 공유되고 있으며, 지역 생태계 연구에 참고 자료로 활용되고 있다.
그는 아들 조우진과 함께 다음 7종의 조류에 대해 울산 지역 최초 관찰자로 기록되었다:
- 노랑부리백로 (Threskiornis melanocephalus)
- 큰부리도요 (Limnodromus scolopaceus)
- 제비물떼새 (Glareola maldivarum)
- 붉은갯도요 (Calidris ruficollis)
- 노랑머리할미새 (Motacilla citreola)
- 메추라기도요 (Calidris acuminata)
- 호사도요 (Gallinago hardwickii) - 2025년 5월 30일 울산지역 최초 번식 성공, 네 마리 부화

또한 다음과 같은 희귀 조류도 울산 지역에서 관찰하였다:
- 청다리도요사촌 (Tringa stagnatilis)
- 황새 (Ciconia boyciana)
- 홍여새 (Carpodacus roseus)
- 큰뒷부리도요 (Limosa limosa)
- 쇠청다리도요 (Tringa glareola)
- 긴꼬리딱새 (Terpsiphone atrocaudata)
- 호반새 (Halcyon coromanda)
- 팔색조 (Pitta nympha)